# OneRepublic
OneRepublic là một ban nhạc pop rock của Mỹ được thành lập tại Colorado Springs, Colorado vào năm 2002 bởi Ryan Tedder và Zack Filkins. Họ đã thu hút được sự chú ý và tạo nên tiếng vang lớn sau khi phát hành bài hit "Apologize" thông qua trang cộng đồng MySpace vào năm 2007. Single này đã bán được hơn 7 triệu bản trên toàn thế giới. "Apologize" là bài hát được download nhiều nhất trong lịch sử âm nhạc hiện đại Mỹ với kỉ lục 4,3 triệu lượt download chỉ tính riêng tại thị trường Mỹ. Bản hòa âm lại của ca khúc này được phát hành trong album Dreaming Out Loud của nhóm và album Shock Value của Timbaland đã đạt hơn 10 triệu lượt download trên toàn thế giới, đồng thời đem đến cho ban nhạc một đề cử Grammy vào năm 2009.
Dreaming Out Loud là album đầu tiên của nhóm được phát hành vào ngày 20 tháng 11 năm 2007 tại Mỹ. Đến đầu năm 2008, album mới bắt đầu được phát hành trên toàn thế giới. Tuy là album đầu tay nhưng Dreaming Out Loud đã rất thành công và đạt được chứng nhận vàng ở nhiều quốc gia như Mỹ, Áo, Úc và Canada.
Waking Up  là album phòng thu thứ hai chính thức được phát hành vào ngày 17 tháng 11 năm 2009.

## Thành viên

### Hiện tại
- Ryan Tedder - hát chính, acoustic guitar, bass guitar, rhythm guitar, keyboard, piano, bộ gõ, djembe, trống nhỏ (2002 - nay)
- Zach Filkins - guitar chính, acoustic guitar, viola, trống nhỏ, hát bè (2002 - nay)
- Eddie Fisher - bộ gõ, cajon, djembe, trống, đàn chuông, guitar (2005 - nay)
- Brent Kutzle - guitar chính, acoustic guitar, guitar bass, cello, keyboard, piano, trống nhỏ, hát bè (2007 - nay)
- Drew Brown - acoustic guitar, bass guitar, rhythm guitar, keyboard, piano, bộ gõ, trống, đàn chuông, trống nhỏ, marimba, hát bè (2002 - nay)

### Thành viên cũ
- Jerrod Bettis - trống (2002 – 2005)
- Tim Myers - guitar bass (2005 – 2007)
- Rob Kurtzreiter - trống (2004 – 2005)

## Tiểu sử